# سیارک ۳۲۲۱
سیارک ۳۲۲۱ (به انگلیسی: 3221 Changshi، نامگذاری:1981XF2) سه هزار و دویست و بیست و یکمین سیارک کشف شده‌است که در ۲ دسامبر ۱۹۸۱ کشف شد.
قدر مطلق سیارک برابر ۱۳٫۳۰ است.